# Líbero Badíi
Líbero Badíi (Arezzo, Italia, 2 de febrero de 1916-Buenos Aires, Argentina, 11 de febrero de 2001) fue un pensador y artista visual multifacético (escultor, dibujante, grabador, pintor) italiano nacionalizado argentino, generador (junto con Luis Centurión) del arte siniestro, como una forma de concebir la producción artística específicamente latinoamericana.

## Biografía

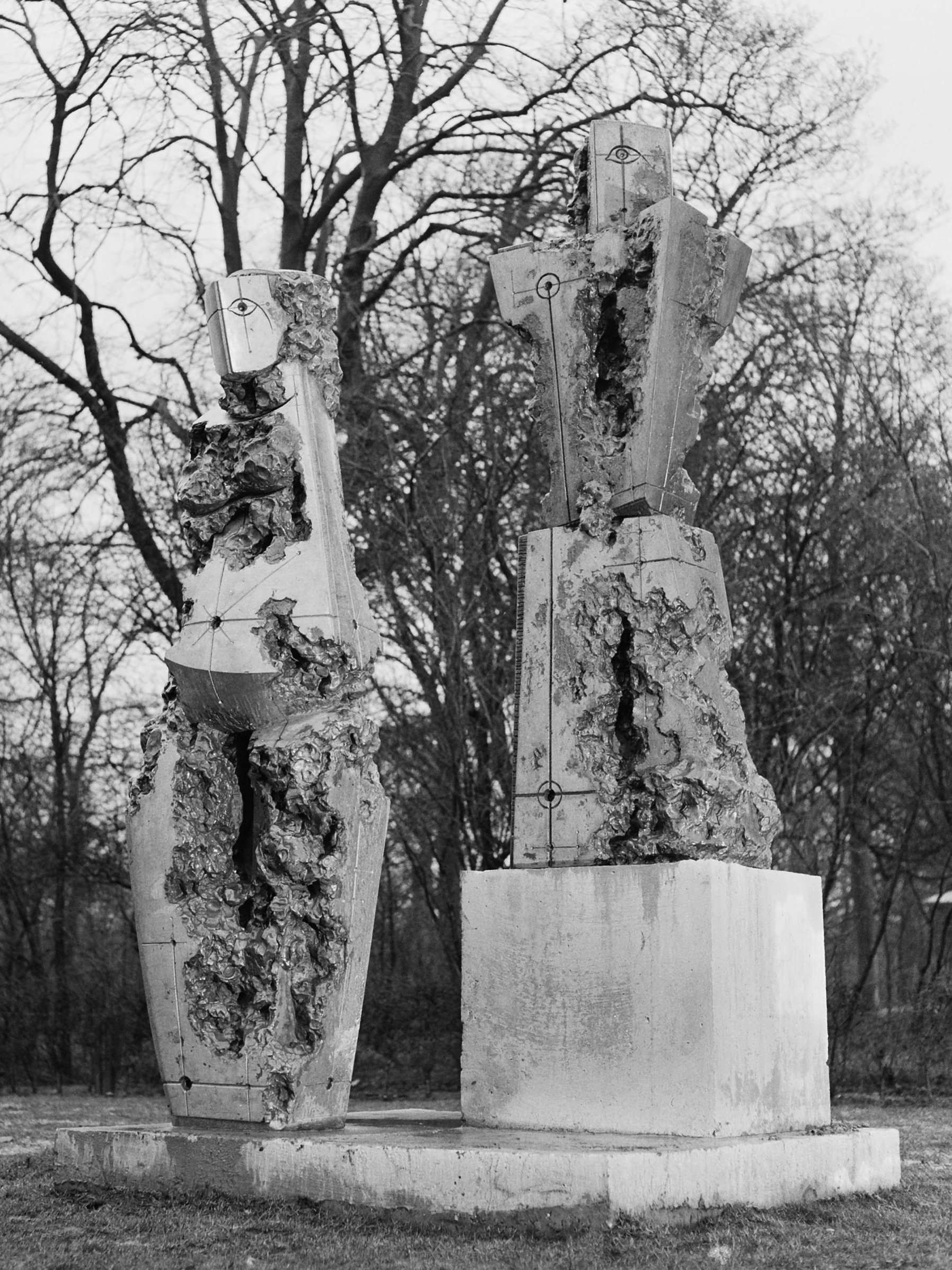
El hombre y la mujer

Vivió en Argentina desde 1927 y en 1947 se naturalizó argentino. Estudió en la Escuela Superior de Bellas Artes de la Nación Ernesto de la Cárcova.
En 1962, el Museo Nacional de Bellas Artes presentó una muestra retrospectiva de su obra. 
En 1968 expuso en el Instituto Di Tella y en el Museo de Arte Moderno de París (1977). 
En el Museo Nacional de Bellas Artes y en el Centro Cultural Borges de Buenos Aires en 1999
En 1982 ganó el Gran Premio Fondo Nacional de las Artes y, en 1987, el Premio Consagración Nacional además del Premio Palanza (1959) y el Premio Nacional Bienal de San Pablo (1971).
Fue nombrado miembro de número de la Academia Nacional de Bellas Artes. Su obra figura en la colección del MOMA.
Recibió dos Premios Konex en 1992 y 2002, además del Konex de Honor en 2002 por su enorme aporte a la historia de las Artes Visuales, este último de forma póstuma.
El Museo Líbero Badii en la Casa Atucha del barrio de Belgrano cobija 300 piezas del artista.
Se casó con Alicia Margot Daulte con quien tuvo siete hijos.
Su obra "El Alma" se encuentra emplazada en "Resistencia, la Ciudad de las Esculturas", Chaco. Fue declarada Patrimonio Nacional  (Decreto N° 769/2019).